# Luftstreitkräfte Serbiens
Die Luftstreitkräfte Serbiens (serbisch Ваздухопловство и противваздухопловна одбрана Војске Србије Vazduhoplovstvo i protivvazduhoplovna odbrana Vojske Srbije, deutsch ‚Luftwaffe und Luftverteidigung der Armee Serbiens‘ – ВиПВО ВС/ViPVO VS) sind eine Teilstreitkraft der Streitkräfte Serbiens.

## Geschichte
Die Idee einer serbischen Luftstreitkraft wurde erstmals 1893 postuliert und sollte Feldluftschiffer beinhalten. Zu diesem Zwecke wurden 1901 die ersten Offiziere nach Russland zur Ausbildung gesandt. 1909 wurde die erste Einheit mit zwei russischen Ballons des Typs Treugolnik aufgestellt. 1912 folgten zwei deutsche Ballons des Typs Riedinger.
Während der Balkankriege 1912 wurden aus Frankreich 12 Flugzeuge des Typs Blériot XI angeschafft und am 24. Dezember 1912 in Niš das erste Luftkommando Serbiens gegründet. Das Luftkommando umfasste eine Flugzeugstaffel, eine Feldluftschifferabteilung, eine Taubenpost sowie eine Wasserzentrale. Die Balkankriege 1912 und 1913 überstanden lediglich 4 Flugzeuge und 2 Ballone der Feldluftschiffer, mit denen Serbien 1914 in den Ersten Weltkrieg eintrat. Während des Ersten Weltkrieges wurden mit Unterstützung der Alliierten die Luftstreitkräfte reorganisiert und standen zeitweise unter Oberbefehl der französischen Streitkräfte in Südosteuropa. 1918 hatten die Luftstreitkräfte zwei Geschwader mit sechs Flugzeugstaffeln und etwa 70 Flugzeugen.
Mit der Gründung des Königreichs der Serben, Kroaten und Slowenen (ab 1929 Jugoslawien) wurden die Luftstreitkräfte Serbiens in die Luftstreitkräfte des Kgr. SHS umbenannt und bildeten die Keimzelle der späteren jugoslawischen Luftwaffe.
Mit dem Zerfall Jugoslawiens in den 1990ern und schließlich mit der Auflösung des Staatenbundes Serbien und Montenegro im Jahre 2006 wurden die Luftstreitkräfte Serbiens neu gebildet. Das Inventar wurde zum größten Teil aus Beständen der jugoslawischen und danach serbisch-montenegrinischen Armee übernommen.

## Gegenwart
Das Flugabwehrsystem der Luftstreitkräfte Serbiens beinhaltet eine große Auswahl sowjetischer Modelle. Viele davon sind Mittelstreckenwaffen, jedoch sind auch einige Kurzstreckenmodelle bei Infanterieeinheiten im Einsatz. Die Luftwaffe fliegt überwiegend sowjetische und jugoslawische Muster. 
Die 2007 fünf vorhandenen MiG-29B/UB wurden generalüberholt und auf Kompatibilität mit NATO-Flugzeugen umgerüstet, wobei eine MiG bei einem Absturz 2009 verloren ging. Die Schulflugzeuge und leichten Jagdbomber G-4 Super Galeb sollen auf Version MD modernisiert, die Basistrainer Utva-75 dagegen durch das neue Schulflugzeug Lasta ersetzt werden. Neu beschafft wurden 10 leichte Aufklärungsdrohnen Orbiter UAV aus Israel, während sich die leichte Aufklärungsdrohne Vrabac UAV heimischer Produktion 2010 noch in Testphase befand.
Seit mehreren Jahren lässt sich beobachten, dass Serbien seine Verteidigungsausgaben kontinuierlich erhöht. Damit einher gehen auch eine Modernisierung der Luftstreitkräfte und die Neubeschaffung von Kampf- und Transportflugzeugen sowie von Transporthubschraubern.
Im Dezember 2016 kaufte Serbien sechs MiG-29 Kampfflugzeuge von der Russischen Föderation. Anfang 2017 wurde zudem bekannt, dass Serbien mehrere MiG-29 unterschiedlicher Versionen von Belarus und Russland erhalten wird. Vier Maschinen aus diesem Abkommen wurden am 25. Februar 2019 im belarussischen Baranawitschy an die serbischen Luftstreitkräfte übergeben. Im Zuge des russischen Einmarsches in die Ukraine wurde es für Serbien nahezu unmöglich Ersatzteile für die MiG-29 Flugzeuge zu erwerben. Präsident Aleksandar Vučić artikulierte daraufhin mehrmals das Interesse, Kampfflugzeuge vom Typ Rafale aus Frankreich zu kaufen.
Im Oktober 2019 kaufte Serbien zwei Mil Mi-17 Transporthubschrauber von der Russischen Föderation und übergab sie an die Luftstreitkräfte. Im Dezember wurden zudem vier Mi-35M Kampfhubschrauber von Russland gekauft.
Darüber hinaus kaufte Serbien 2019 neun chinesische Drohnen vom Typ Chengdu Pterodactyl-1 (Wing Loong). Damit war es das erste Land in Europa, das seine Streitkräfte mit chinesischen Drohnen ausstattete. Eine Folgebestellung von 15 weiteren Drohnen sei möglich, berichtete damals das US Militärmagazin Stars and Stripes.

## Ausrüstung
Die serbischen Luftstreitkräfte verfügen über folgende Ausrüstung:

### Luftfahrzeuge

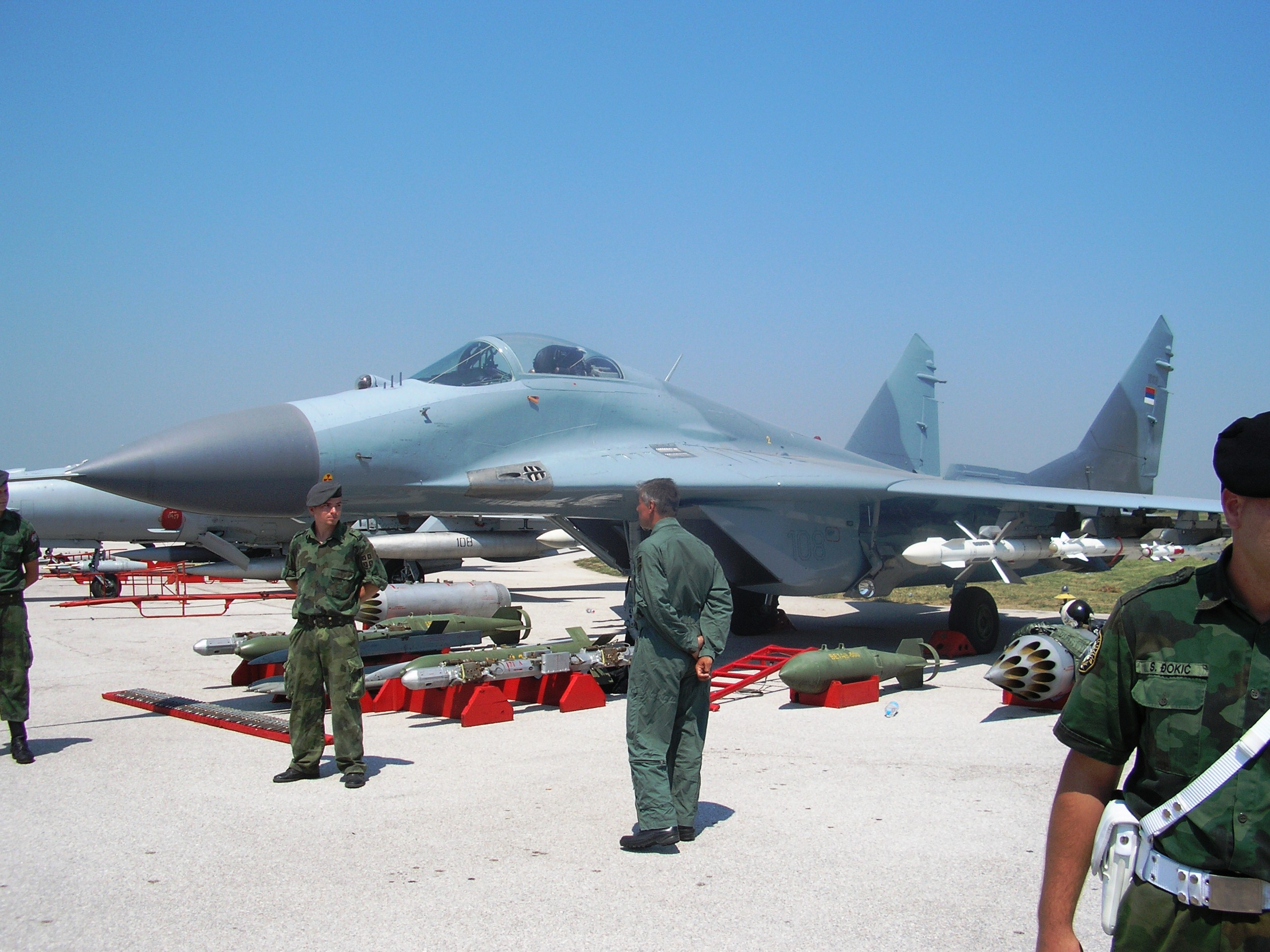
MiG-29B

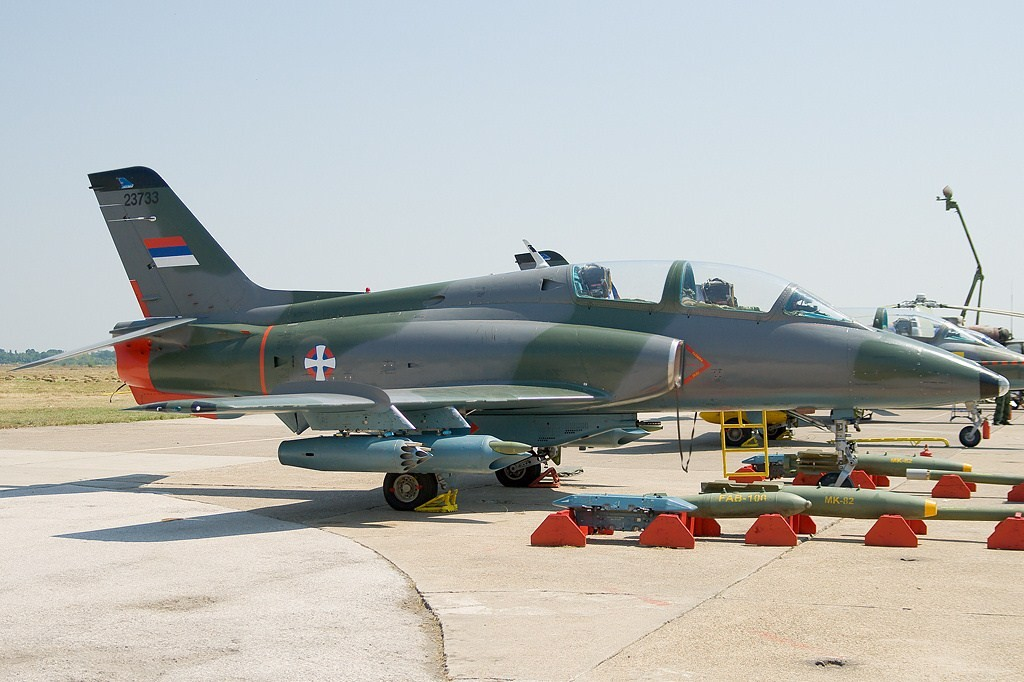
G-4 Super Galeb

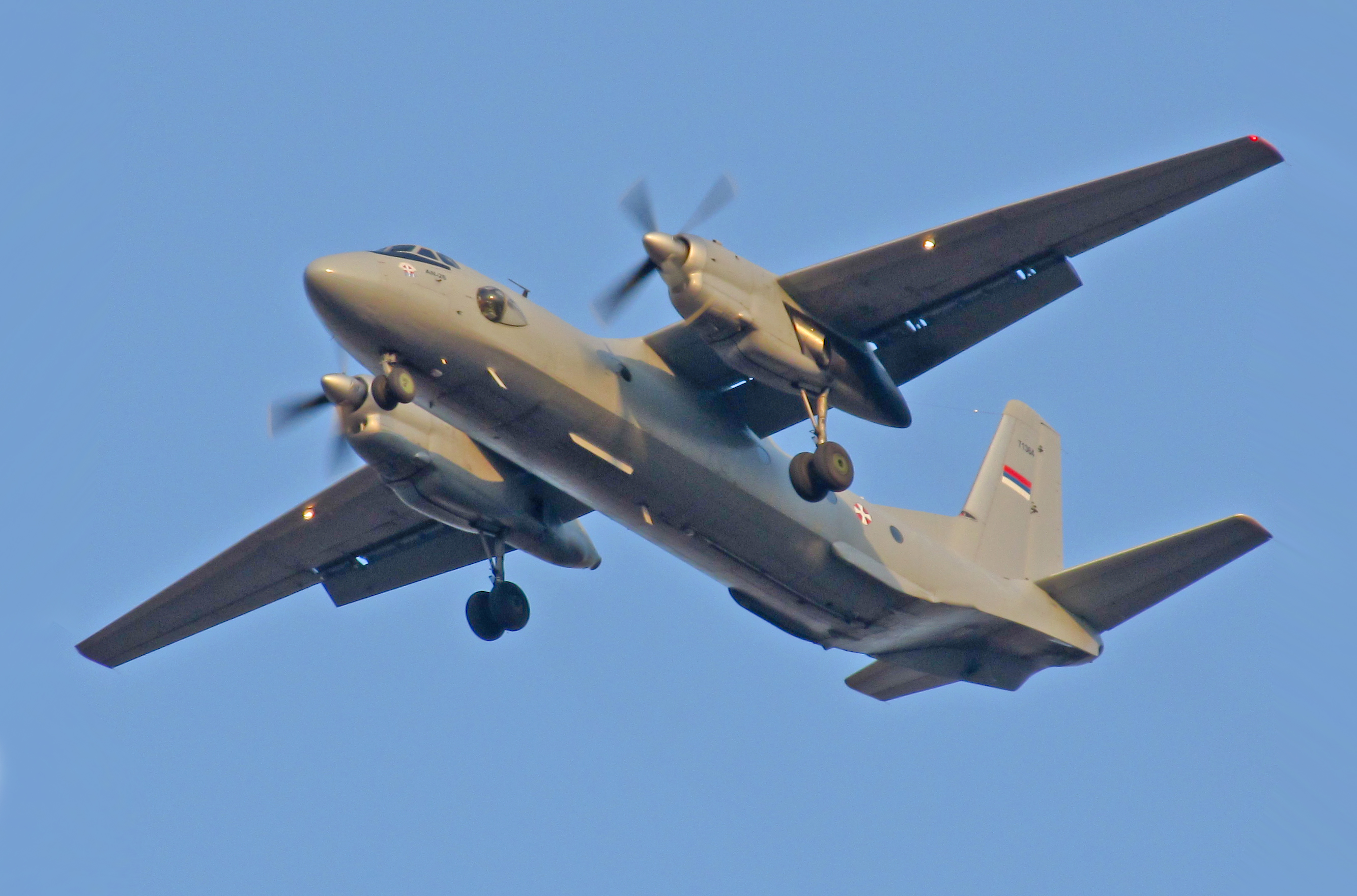
An-26

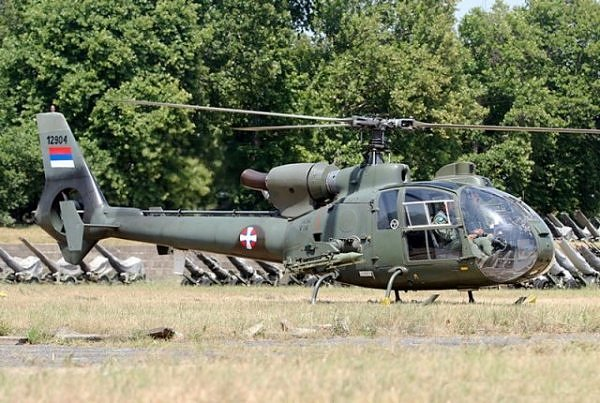
SA 342 Gama

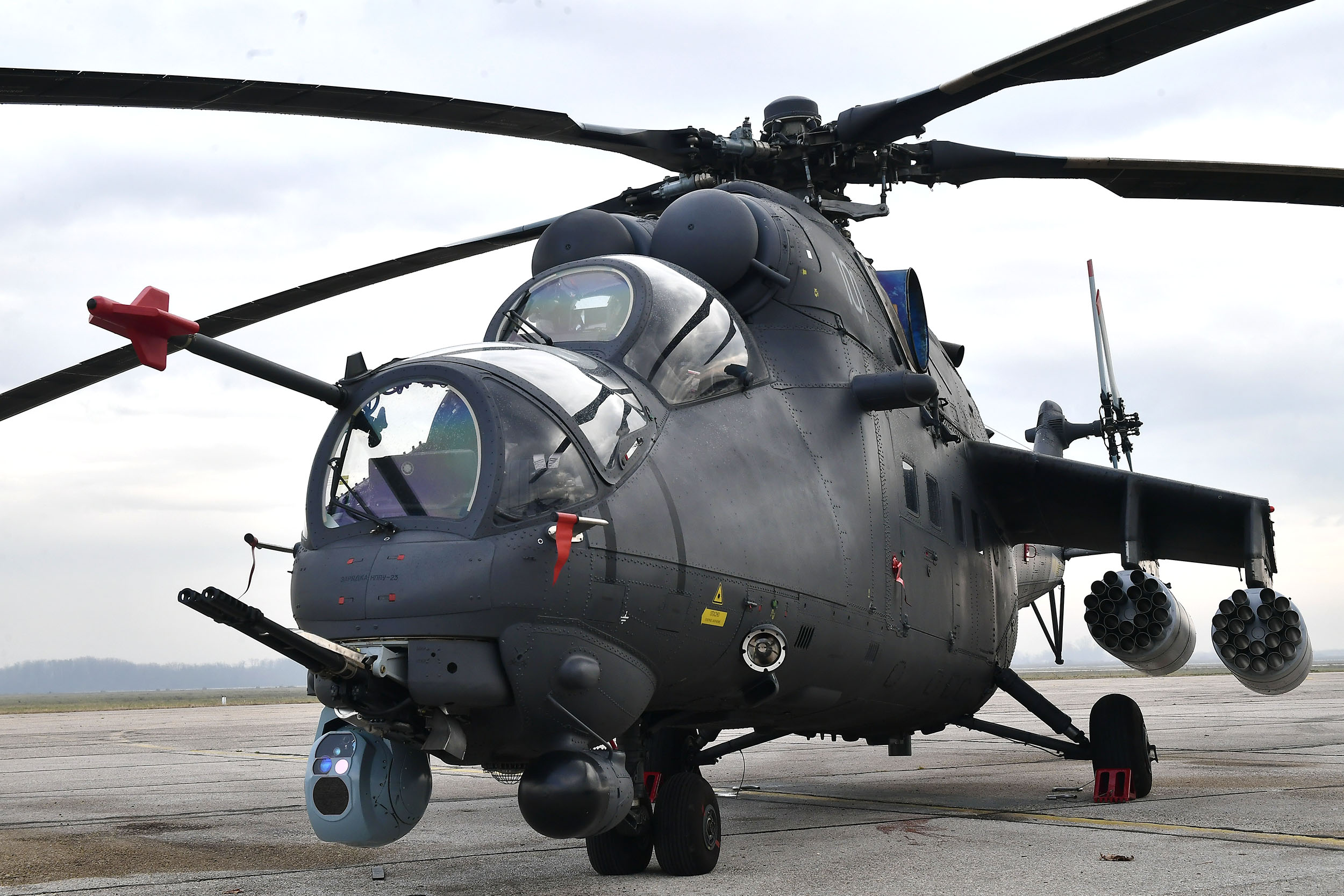
Mi-35

| Typ                       | Herkunft                          | Funktion               | Version          | Aktiv          | Bestellt       | Anmerkungen                                                              |
| Kampfflugzeuge            | Kampfflugzeuge                    | Kampfflugzeuge         | Kampfflugzeuge   | Kampfflugzeuge | Kampfflugzeuge | Kampfflugzeuge                                                           |
| ------------------------- | --------------------------------- | ---------------------- | ---------------- | -------------- | -------------- | ------------------------------------------------------------------------ |
| Soko J-22 Orao            | Rumänien Jugoslawien              | Jagdbomber             |                  | 17             |                |                                                                          |
| Mikojan-Gurewitsch MiG-29 | Sowjetunion                       | Mehrzweckkampfflugzeug |                  | 10             |                | Soll durch die Dassault Rafale ersetzt werden                            |
| Dassault Rafale           | Frankreich                        | Mehrzweckkampfflugzeug | Rafale CRafale B |                | 93             | 12 Maschinen bestellt (9 Einsitzer und 3 Zweisitzer), ersetzt die MiG-29 |
| Transportflugzeuge        |                                   |                        |                  |                |                |                                                                          |
| Antonow An-26             | Sowjetunion                       | Transportflugzeug      |                  | 1              |                |                                                                          |
| Airbus C-295 Persuader    | Europäische Union                 | Transportflugzeug      |                  |                | 2              | Sollen ab 2023 geliefert werden und die Antonow An-26 ersetzen.          |
| Schulflugzeuge            |                                   |                        |                  |                |                |                                                                          |
| Soko Galeb                | Jugoslawien                       | Strahltrainer          | G-2              | 1              |                |                                                                          |
| Soko G-4 Super Galeb      | Jugoslawien                       | Strahltrainer          |                  | 20             |                |                                                                          |
| Mikojan-Gurewitsch MiG-29 | Sowjetunion                       | Strahltrainer          |                  | 3              |                | wird durch die Dassault Rafale ersetzt werden                            |
| Utva Lasta                | Jugoslawien Serbien               | Schulflugzeug          |                  | 14             |                |                                                                          |
| Hubschrauber              |                                   |                        |                  |                |                |                                                                          |
| Airbus Helicopters H145M  | Europäische Union                 | Mehrzweckhubschrauber  |                  | 5              |                |                                                                          |
| Mil Mi-8                  | Sowjetunion                       | Mehrzweckhubschrauber  | Mi-8 Mi-17       | 13             |                |                                                                          |
| Aérospatiale SA 341/342   | Frankreich Vereinigtes Königreich | Mehrzweckhubschrauber  |                  | 29             |                |                                                                          |
| Mil Mi-24                 | Sowjetunion                       | Kampfhubschrauber      | Mi-35            | 4              | 3              |                                                                          |
| Unbemannte Luftfahrzeuge  |                                   |                        |                  |                |                |                                                                          |
| CASC Rainbow              | Volksrepublik China               | Kampfdrohne            | CH-92A           | 6              |                | [ 16 ]                                                                   |
| Chengdu Pterodactyl-1     | Volksrepublik China               | Kampfdrohne            |                  | 9              |                | [ 17 ]                                                                   |

### Flugabwehrwaffen

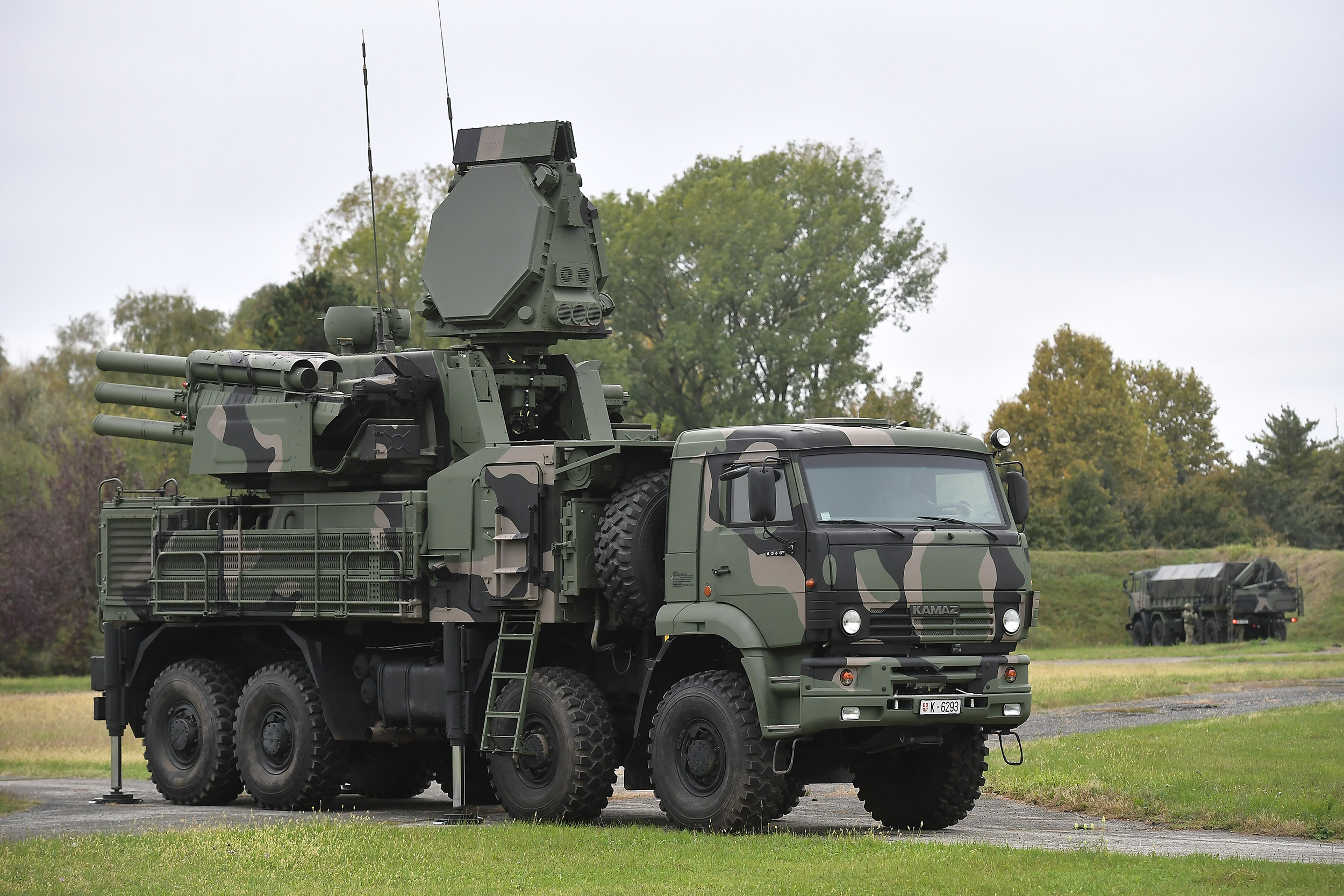
96K6 Panzir

- 6× S-125M Newa-M
- 9× 2K12 Kub
- 6× 96K6 Panzir-S1
- 9K32 Strela-2
- 9K310 Igla-1
- L/70 Bofors-Geschütz